# Ruisseau Noir (affluent de l'Isle)
Pour les articles homonymes, voir Ruisseau Noir.
Le ruisseau Noir, ou le ruisseau du Moulin de Busseix dans sa partie amont, est un ruisseau français du département de la Haute-Vienne, dans la région Nouvelle-Aquitaine, affluent de l’Isle et sous-affluent de la Dordogne.

## Géographie

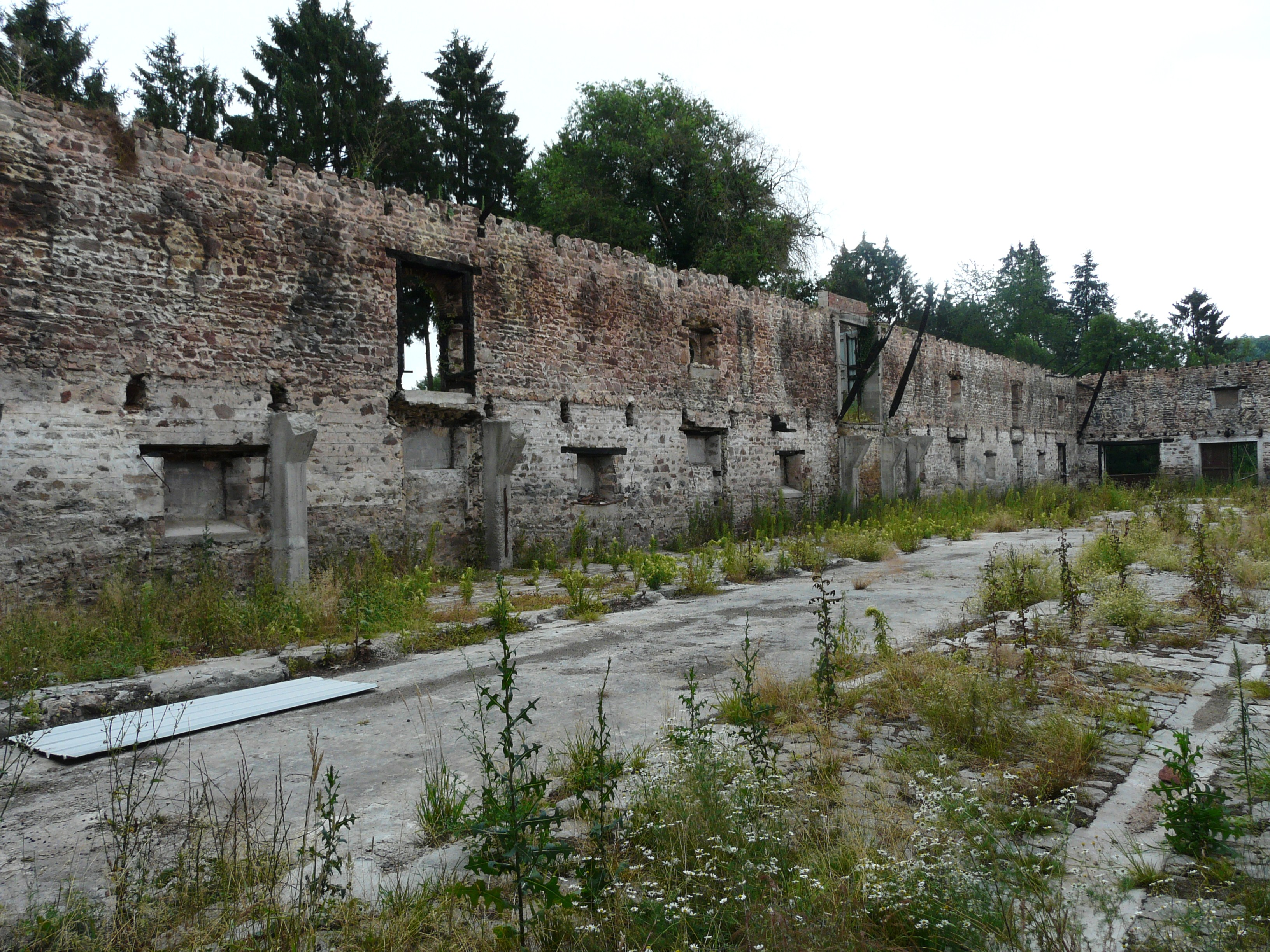
Les ruines de l'ancienne forge de Bessous.

Selon le Sandre, le ruisseau du Moulin de Busseix prend sa source à 405 mètres d'altitude sur la commune de Bussière-Galant, quatre kilomètres à l'est du bourg, au sud de la ligne ferroviaire Limoges-Périgueux, au nord-nord-ouest du lieu-dit la Boissonie.
Après avoir reçu sur sa droite le ruisseau du Moulin de la Jaurie, il prend le nom de ruisseau Noir et longe la route départementale (RD) 901. Au lieu-dit la Motte, au nord du bourg de Ladignac-le-Long, il alimente un étang au sortir duquel il passe sous la RD 11 puis reçoit en rive gauche son principal affluent, le ruisseau du Moulin de Feuillade. Quelques kilomètres plus loin, une dérivation alimente le site de l'ancienne forge de Bessous.
Sur les huit cents derniers mètres, son cours marque la limite communale entre Ladignac-le-Long et Le Chalard. Il rejoint l’Isle en rive droite à 303 mètres d'altitude en limite de ces deux communes, près de trois kilomètres au nord-est du bourg du Chalard, en bordure des forêts du Prieur.
De direction générale nord-ouest/sud-est, l'ensemble « ruisseau du Moulin de Busseix-ruisseau Noir » est long de 13,57 km.

### Département et communes traversés
Dans le seul département de la Haute-Vienne, le ruisseau Noir arrose trois communes, de l'arrondissement de Limoges : Bussière-Galant (source), Ladignac-le-Long (confluence) et Le Chalard (confluence).

### Affluents et nombre de Strahler
Le ruisseau Noir a, selon le Sandre, sept affluents répertoriés.
Ses deux principaux affluents sont le ruisseau du Moulin de la Jaurie en rive droite, long de 5,02 km, et le ruisseau du Moulin de Feuillade en rive gauche, long de 7,27 km qui a quatre affluents dont le ruisseau de l'Étang, qui a lui-même un affluent.
De ce fait, le nombre de Strahler du ruisseau Noir est de quatre.

### Bassin versant
Le ruisseau Noir traverse la zone hydrographique « le Ruisseau Noir », et en tangente deux autres à sa confluence : « l'Isle de sa source au confluent du Ruisseau Noir » et « l'Isle du confluent du Ruisseau Noir au confluent du Périgord ».
Outre les trois communes arrosées par le ruisseau du Moulin de Busseix et le ruisseau Noir (Bussière-Galant, Le Chalard et Ladignac-le-Long), son bassin versant en concerne deux autres :
- Rilhac-Lastours par l'affluent du ruisseau de l'Étang[5] et par un affluent du ruisseau du Moulin de Feuillade[6] qui tous deux y prennent leur source ;
- Saint-Hilaire-les-Places par le ruisseau du Moulin de Feuillade qui y prend sa source[3].

## Photothèque

Le ruisseau Noir au lieu-dit la Forge de Bessous
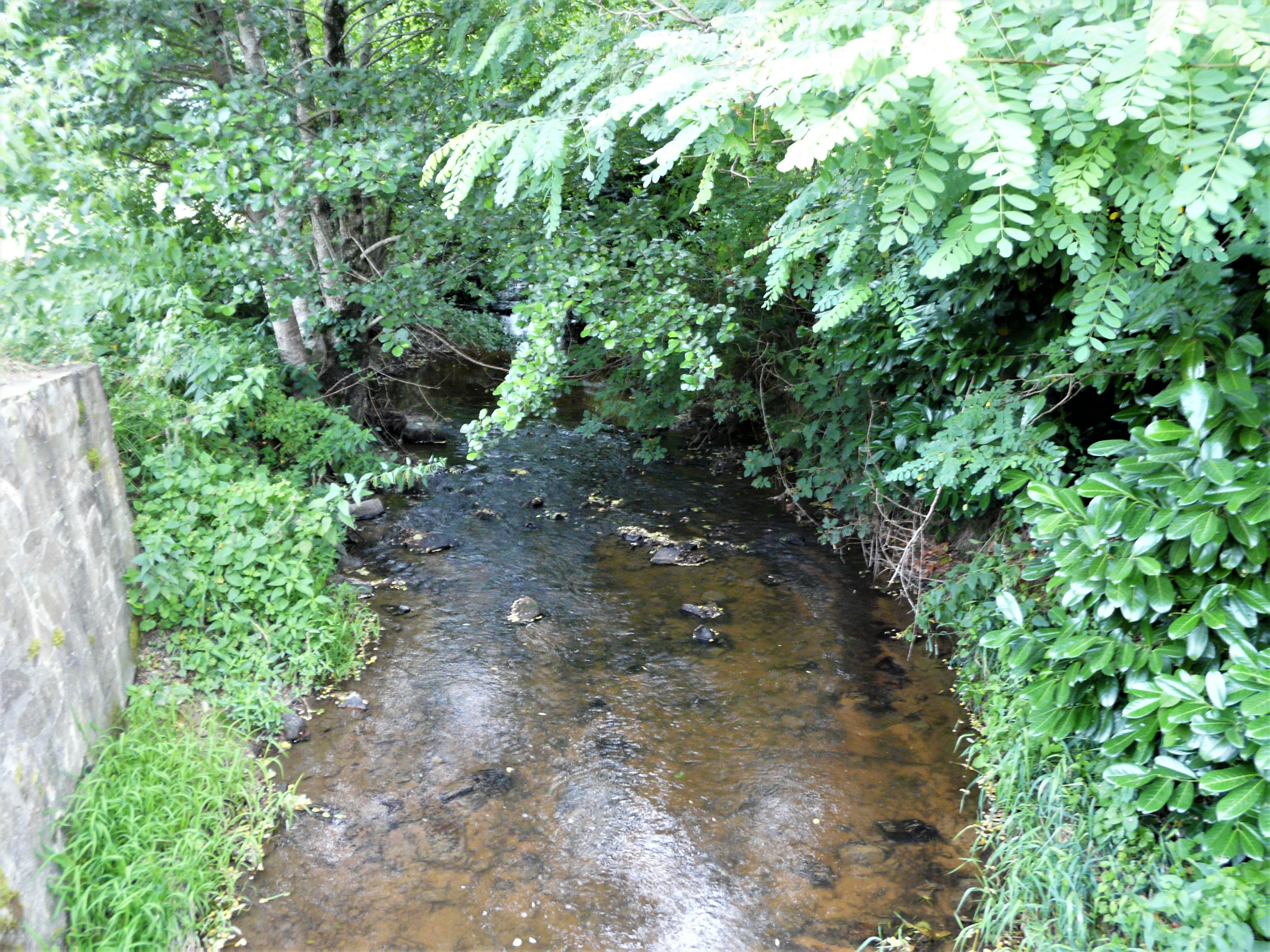
Le bras principal côté amont.
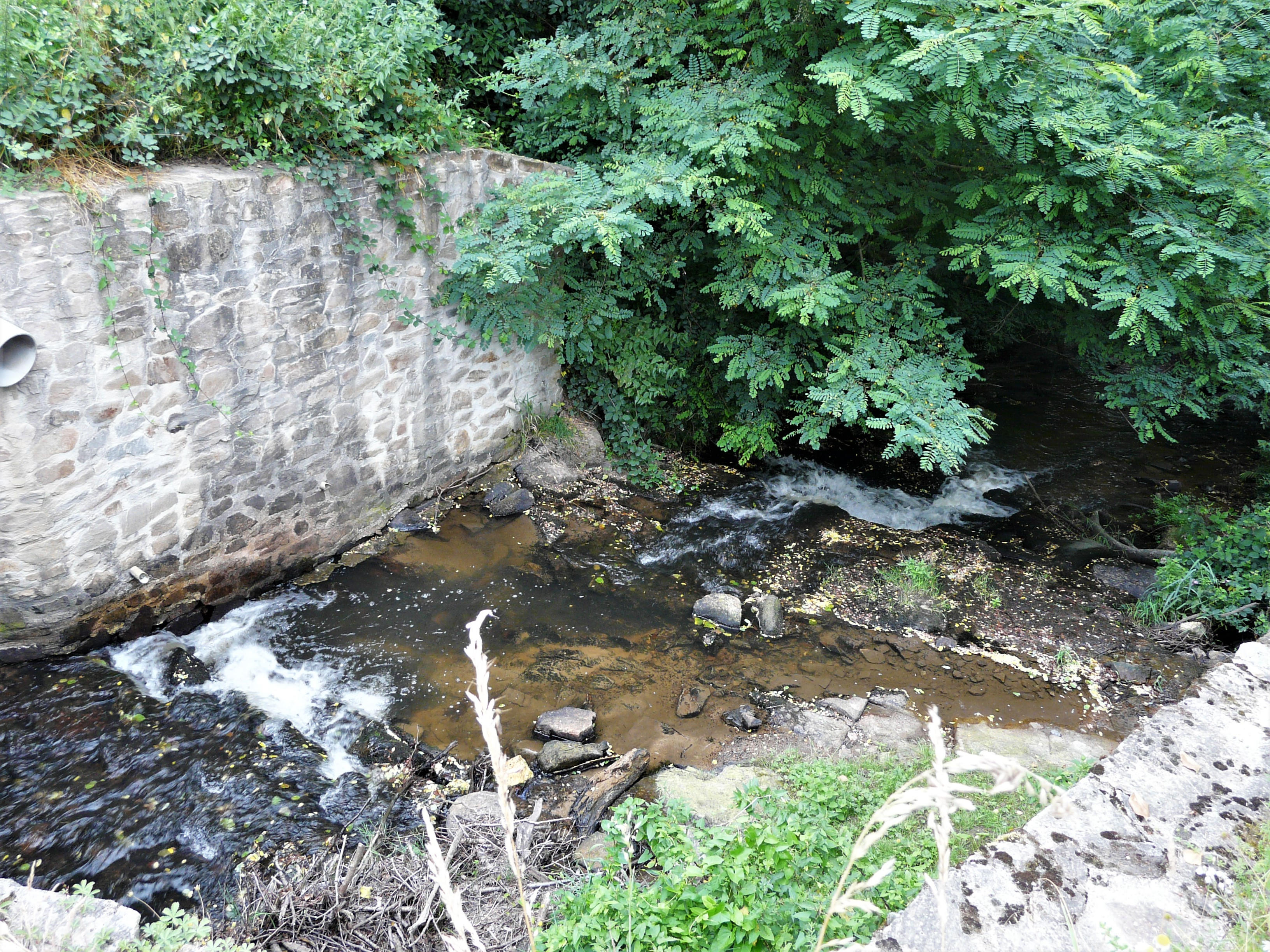
Le bras principal côté aval.
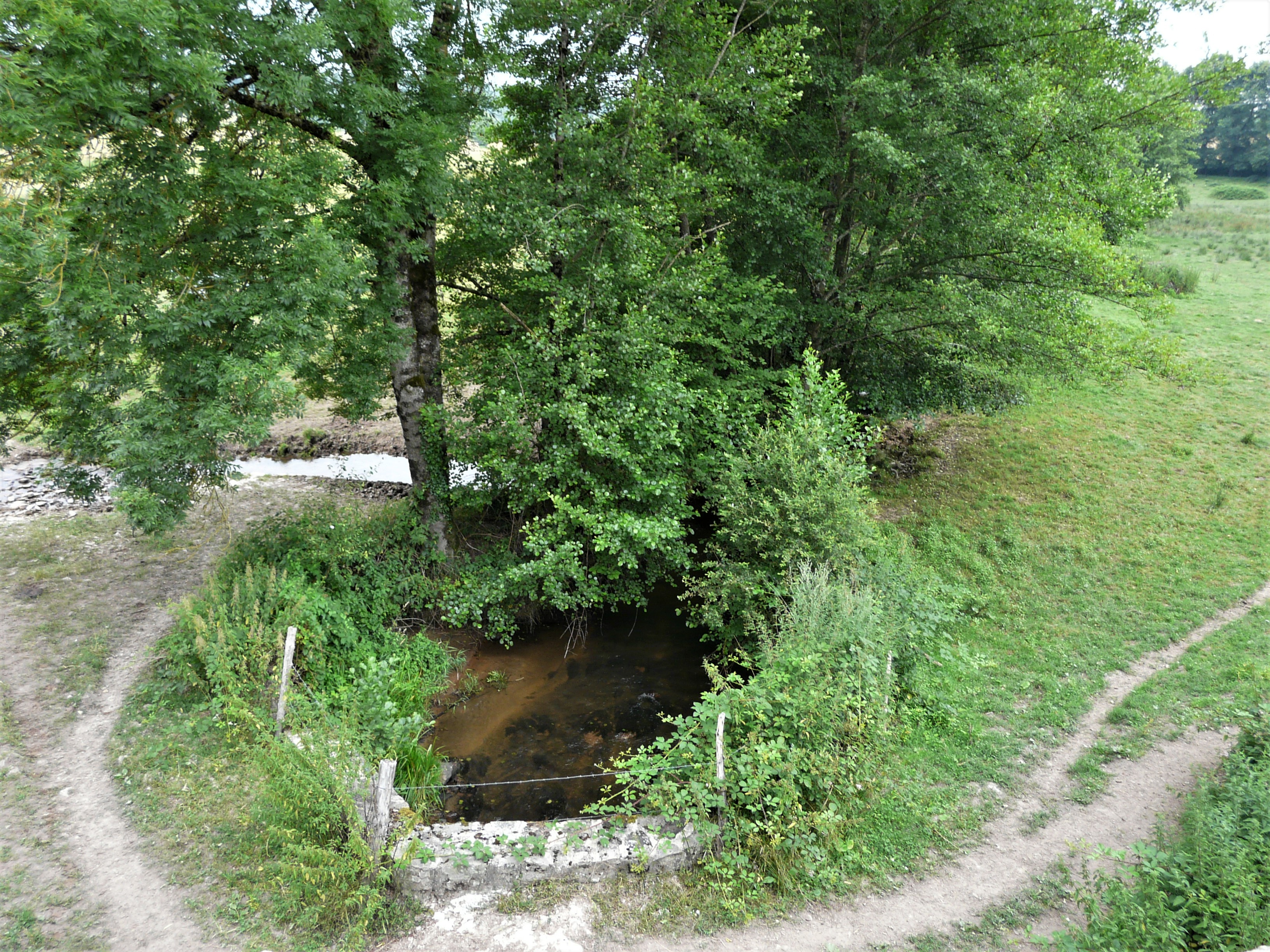
Côté amont, la dérivation qui alimentait l'ancienne forge en eau.